# کوه ایندیپندنز
کوه ایندیپندنز (به انگلیسی: Independence Pass) یک کوه و منطقهٔ مسکونی در ایالات متحده آمریکا است که در شهرستان لیک، کلرادو واقع شده‌است.